# Hallarum
Hallarum är en bebyggelse söder om Jämjö i Jämjö socken i Karlskrona kommun. Från 2023 avgränsar SCB här en småort.